# جون اریک-اودوری
جون اریک-اودوری (زاده ۱۸ ژوئن ۱۹۹۸) نویسنده و مبارز فمینیسم مستقر در بریتانیا است. او روزنامه‌نگار و وبلاگ نویس برای گاردین و نیو استیتسمن و همچنین کاسموپولیتن است. در سال ۲۰۱۶، بی‌بی‌سی نام وی را در لیست ۱۰۰ زن «زنان الهام بخش و با نفوذ در سال ۲۰۱۶» قرار داد.

## زندگی
اریک-اودوری از تبار نیجریه ای، در ایرلند زاده شد و اکنون در انگلستان زندگی و کار می‌کند، جایی که وی از ۱۰ سالگی به آنجا نقل مکان کرد. وی در مدرسه داون هاوس در تاچهام، برکشایر تحصیل کرد.
اریک-اودوری موفق شد مطالعه فمینیسم را به برنامه درسی علوم سیاسی سطح عالی در انگلیس اضافه کند. وی علیه آیین ختنه دستگاه تناسلی زنان مبارزه می‌کند.
وی به عنوان ویرایشگر کارآموز راندوم هاوس نیز فعالیت می‌کند.

## بیشتر خواندن
- مقالات همجوشی بایگانی‌شده  در ۲۲ نوامبر ۲۰۱۶ توسط Wayback Machine
- ژوئن اریک-اودوری در لیموناد بیانسه بایگانی‌شده  در ۳۰ مارس ۲۰۱۸ توسط Wayback Machine
- مقالات Debrief
- "ورود فمینیسم در برنامه درسی"
- "شبی که کلارسا شیلدز به من الهام کرد تا سیاهی ام را بپذیرم"